# أمير بيرا
أمير بيرا أو أميرة بيرا هو لقب يمنح لولي العهد البرتغال، ولكن كان في الأصل هو لقب يعطى لأكبر بنات عاهل أنشاؤه الملك جواو الرابع لابنته جوانا وهو يعادل ألقاب الملكية البرتغالية مثل دوق بارسيلوس، دوق براغانزا، أمير البرازيل (في وقت لاحق الأمير الملكي) وأول من حمله من الذكور هو أكبر أبناء ماريا الأولى جوزيه أمير البرازيل.
أصل لقب وجذوره تأتي من محافظة بيرا في وسط البرتغال.

## قائمة أمراء (أميرات) بيرا

### كـ الابنة الكبرى لعاهل الملكي
| الصورة | الاسم         | الحياة                          | أصبحت أميرة                     | الوالدين                              |
| ------ | ------------- | ------------------------------- | ------------------------------- | ------------------------------------- |
|        | جوانا         | 18 سبتمبر 1635 — 17 نوفمبر 1653 | 27 أكتوبر 1645 — 17 نوفمبر 1653 | جواو الرابع لويزا دي غوزمان           |
|        | كاثرين        | 25 نوفمبر 1638 — 31 ديسمبر 1705 | 17 نوفمبر 1653 — 23 أبريل 1662  | جواو الرابع لويزا دي غوزمان           |
|        | إيزابيل لويزا | 6 يناير 1669 — 22 أكتوبر 1690   | 6 يناير 1669 — 22 أكتوبر 1690   | بيدرو الثاني ماريا فرانسيسكا من سافوي |
|        | ماريا باربارا | 4 ديسمبر 1711 — 27 أغسطس 1758   | 4 ديسمبر 1711 — 17 ديسمبر 1734  | جواو الخامس ماريا آنا النمساوية       |

### الطفل الأكبر كـ وريث واضح
| الصورة | الاسم              | الحياة                         | أصبح أمير (ة)                                             | الوالدين                                |
| ------ | ------------------ | ------------------------------ | --------------------------------------------------------- | --------------------------------------- |
|        | ماريا فرانسيسكا    | 17 ديسمبر 1734 — مارس 20، 1816 | 17ديسمبر 1734 — 31 يوليو 1750                             | جوزيه الأول ماريانا فيكتوريا من إسبانيا |
|        | جوزيه فرانسيسكو    | 20 أغسطس 1761 — 11 سبتمبر 1788 | 20 أغسطس 1761 — 24 فبراير 1777                            | ماريا الأولى بيدرو الثالث               |
|        | ماريا تيريزا       | 29 أبريل 1793 — 17 يناير 1874  | 29 أبريل 1793 — 17 يناير 1795                             | جواو السادس كارلوتا خواكينا من إسبانيا  |
|        | فرانسيسكو أنطونيو  | 21 مارس 1795 — 11 يونيو 1801   | 21 مارس 1795 — 11 يونيو 1801                              | جواو السادس كارلوتا خواكينا من إسبانيا  |
|        | بيدرو دي ألكانتارا | 12 أكتوبر 1798— 24 سبتمبر 1834 | 11 يونيو 1801 — 20 مارس 1816                              | جواو السادس كارلوتا خواكينا من إسبانيا  |
|        | ماريا دا غلوريا    | 4 أبريل 1819 — 15 نوفمبر 1853  | 4 أبريل 1819 — 6 مارس 1821 4 فبراير 1822 — 12 أكتوبر 1822 | بيدرو الرابع ماريا ليوبولدينا من النمسا |
|        | ميغيل              | 26 أبريل 1820                  | 26 أبريل 1820                                             | بيدرو الرابع ماريا ليوبولدينا من النمسا |
|        | جواو كارلوس        | 6 مارس 1821 - 4 فبراير 1822    | 6 مارس 1821 - 4 فبراير 1822                               | بيدرو الرابع ماريا ليوبولدينا من النمسا |
|        | لويس فيليبي        | 21 مارس 1887 — 1 فبراير 1908   | 21 مارس 1887 — 19 أكتوبر 1889                             | كارلوس الأول أميلي من أورليان           |

### كمدعمين العرش البرتغالي
| الصورة | الاسم                 | الحياة                  | أصبح أمير                     | الوالدين                                                      |
| ------ | --------------------- | ----------------------- | ----------------------------- | ------------------------------------------------------------- |
|        | دوارتي بيو            | 15 مايو 1945 — حتى الآن | 15 مايو 1945 — 24 ديسمبر 1976 | دوارتي نونو، دوق براغانزا ماريا فرانسيسكا من أورليان-براغانزا |
|        | أفونسو دي سانتا ماريا | 25 مارس 1996 — حتى الآن | 25 مارس 1996 — حتى الآن       | دوارتي بيو، دوق براغانزا إيزابيل من هيرديا                    |